# 銭形幸一
銭形 幸一（ぜにがた こういち）は、モンキー・パンチの漫画作品及びそれを原作とするアニメ『ルパン三世』シリーズに登場する架空の人物。一般的には銭形警部という名称で知られる。
2017年に日本テレビとWOWOW、Huluで銭形が主人公の実写ドラマ『銭形警部』が放送、配信されている。

## 人物
ルパン三世の逮捕に執念を燃やす警察官。階級は警部であり、それに基づき銭形警部という通称で呼ばれており、ルパン三世一味からは「（銭形の）とっつぁん」という愛称で呼ばれている。江戸時代の有名な岡っ引・銭形 平次 （ぜにがた へいじ、小説『銭形平次捕物控』の主人公）の子孫にあたり、彼から数えて6代目（来孫）となる。国際指名手配犯であるルパン三世を追うために、アニメでは『TV第2シリーズ』以降は警視庁からICPO（インターポール）に「ルパン三世専任（または専従）捜査官」として出向している。ルパン専任捜査官ではあるが、ルパンと関係無い事件にも出動している時がある（ただし、後でルパンが関わっているとICPO上層部が判断する）。
TV第1シリーズ～PartIIIでは「肝心なところでドジを踏んでしまい、いつもルパンに逃げられる」というコミックリリーフ的な描写をされ、ルパン一味からも甘く見られることが多かったが、劇場版やTVスペシャル及びTVシリーズPART4以降ではそのような描写が少なく（後述の原作とアニメの相違点の項目を参照）、むしろルパン一味からは苦手意識を持たれており、『THE FIRST』では「世界中のどこにいようがやってくる」とルパンが彼のしつこさに脱帽している。
礼儀正しく仕事熱心で真面目な性格であり、「相手が誰だろうが、悪党にはワッパ（手錠）をかける！ それが俺の主義なんだよ!!」（『ワルサーP38』より）と言い切る根っからの正義漢かつ刑事（デカ）。時にはルパン逮捕よりも組織犯罪や悪事の摘発を優先させ、たとえ身内（警察関係者）であってもルパンの命を狙う第三者や事件に絡む巨悪の存在を知った場合にはそれを阻止するためにルパン一味と共闘する事も多くあり、場合によっては銭形自身がルパン達をわざと見逃すこともある。責任感に溢れ忠義にも厚い面があり、『炎の記憶～TOKYO CRISIS～』では首都高速道路にてマイケル・スズキの策略で自身の命令を無視してルパンを攻撃したトレーラーが引き起こした、負傷者77名・被害車両48台にも及ぶ大惨事の責任を自ら取ると進言し、『TV第2シリーズ』第113話では「いつまでルパンを捕らえられんのだ、このマヌケ！」と罵った大臣を殴り免職した浅野警視総監の無念を晴らそうと熱弁を振るい、日本全国から優秀な警察官を募り自身を大石内蔵助に見立てたルパン逮捕作戦「忠臣蔵」の指揮を執っている。
しかし、清廉潔白という訳ではなく俗物的な面も多々あり、容易く色仕掛けに引っ掛かってしまったり、『ヘミングウェイ・ペーパーの謎』では飲み屋の領収書を捜査経費で落とそうとしたことを経理部から咎められた上に街中で峰不二子を目撃した際に「金貸してくれ！」とねだったり、『TV第2シリーズ』第57話では自身の不祥事を誤魔化したいが為に泥棒に志願するという名目でルパンに金庫破りを頼んだりもしている。また、簡単に舞い上がったり煽てられたりし易いという、良く言えば素直だが悪く言えば単純な面もあり、ルパン逮捕に成功するなどの手柄を立てたことで有頂天になったり、「大層なご活躍」等の皮肉を言われるもそれに気付かず額面通りに受け取って照れたりしている。
一人称は「ワシ」「俺」を使うことが多いが、上司や一般人に対しては「私」を使う。まれに「本官」「吾輩」を使ったり、『sweet lost night 〜魔法のランプは悪夢の予感〜』で記憶喪失となった際は「ボク」と言っている。また、「御用だ！」「神妙にお縄を頂戴しろ！」「今日が年貢の納め時だ！」など、先祖の影響を受けた決め台詞を言うこともある。
好物はラーメン（インスタントを含む）らしく食事シーンで頻繁に食しており、また、石川五ェ門ほど顕著ではないが洋食が続くと和食に対するホームシック状態に陥る描写もある。喫煙者であり、酒も嫌いではないらしく、ヤケ酒を呷りそれによってトラブルに巻き込まれたり、時にはルパンと杯を酌み交わすこともある。食事以外でも和風なものを好む傾向があり、テレビでは時代劇を好むほか、音楽も演歌以外は聴かないとのことだが、好きな映画は「ダーティハリー」である。

### ルパン三世との関係
ルパン三世の宿敵であるが、長年の腐れ縁からルパンのことを憎からず思っている節があり、いつの間にか奇妙な友情のようなものが互いにできあがっている。ルパンは盗みを働く際には殺人を決して行わない「純粋な泥棒」であることも認めており、ルパンが殺人を行ったことを示唆する情報や物的証拠により他の警官が「殺人犯め」や「卑劣な手で盗みをした」と言うと「殺人犯ではなくルパン」や「ルパンは人殺しなどしない」等と必死に否定し、第三者による何らかの工作や誤解・誤認を疑う等、信頼を置いており、「私とルパンの間には、捕らえる者と捕らわれる者のルールというものがある」や「（ルパンが“極悪非道の大泥棒”という評に対し）捕らえるべき犯罪者ですが、ヤツはそれだけじゃない…他の有象無象と一緒にしないでもらいたいですな」という発言もしている。
ルパンも「本気でずうっと俺をパクろう（捕まえよう）としてくれたのは、とっつぁんだけだからよ。だから俺様も盗みまくったのさ。本気でな」と銭形とのライバル関係を認めている発言をしており、これを聞いた銭形は「我が人生に悔い無～し！」と感涙している。互いに助け合ったり、抜群のコンビネーションを発揮したりすることも多く、ゲーム『魔術王の遺産』ではルパンを殺そうとするレオポルト・ラングを止めようとしたり、『ルパンには死を、銭形には恋を』では光琳に縄で縛られた際にお互いの特技を活かしてピンチを乗り切り、劇場版『ルパンVS複製人間』ではミサイルによる爆撃の真っ只中を二人三脚で疾走して避難している。
いつしか「ルパンを捕まえること」が銭形の生きがいとなっており（『TV第2シリーズ』第90話で「ライフワーク」と発言している）、TVスペシャル『炎の記憶〜TOKYO CRISIS〜』では「人生に於ける最大の喜び」「座右の銘」などを聞かれて全て「ルパン逮捕」と答え、『ルパンVS複製人間』では「ルパンという人間がいるかぎり、私は日夜永遠に追い続ける義務があるんだよ」とルパンを追うことは自分の宿命であると語り、『ハリマオの財宝を追え!!』でラッセルを逮捕した際は「逮捕だ、ルパァ～ン!!」といつもの口癖を叫んでしまっている。
ルパンに発砲したり、「死刑にする」という発言も稀にあるが、あくまでも銭形は「ルパン逮捕（＝生け捕り）」が目的であるため殺害することはなく、作中ではルパンの死を誰よりも（仲間である次元大介ら以上に）悲しむ場面が多くある。
- 『TV第1シリーズ』最終回でルパン達がアジトごと自爆した（と思わせて脱出した）際には「ルパンよお…俺はどうすりゃいいんだ、ルパァ～ン…」と泣き崩れている。
- 『ルパン三世 ルパンVS複製人間』では、カットされたオープニングにてルパンの死刑後、寺男になっている銭形の姿がある。別な刑事にルパンがすり替えられたことを告げられ、本編冒頭の夜道を車で急ぐシーンに繋がる。
- 『風魔一族の陰謀』ではルパンが爆死したと思い、「ルパンのいないこの世に未練は無い」と退職した上に出家して飛騨の山寺で住職となりルパンの菩提を弔っていたが、「ルパンは死んでいない」と風見刑事に告げられて復帰。その後に偶然ルパンと遭遇し、一瞬喜びの涙を浮かべるも「…ル、ルパン、貴様を逮捕する！」と怒号を飛ばし、いつもと変わらぬ大捕り物を展開する。
- 『TV第2シリーズ』第32話「ルパンは二度死ぬ」では、ピューマに殺され棺の中に納められたルパン（実はピューマを欺くために仮死剤を服用していた）のことを初めは死んだふりと思っていたが、遂には「貴様はワシの生きがいだった、いや、最愛の友だったんだ！」と号泣し、悲嘆で荒れ狂って暴れた末に留置所に放り込まれ、同様の経緯で投獄されていた次元と五ェ門に対し「貴様達はそれでもルパンの相棒と言えるのか！ どうしてルパンを死なせたんだ!! 二人して何をしてたんだ!!」と詰め寄り、その後もルパンの葬式では人目を憚る事なく泣きじゃくっていた。
- 『TV第2シリーズ』第80話「最後の差し入れはカップラーメン」ではルパンに死刑が執行される前に「怒らないから、何でも言え」と最後の望みを聞いてやるが、それが「カップラーメンが欲しい」だったために激怒してルパンを締め上げている（しかし願いを聞いてやり、カップラーメンが届いた時には運ぶ看守に「伸びると不味くなる。早く持って行ってやれ」と命令している）。その後、自ら志願して死刑執行のレバーを苦悩しながらも引くが、ルパンが風船でできた偽物とすり替わっていたことがわかると「やりおったな、ルパンめ！」と笑みを浮かべ、喜色満面でルパン逮捕に向かった。
- TVスペシャル『1$マネーウォーズ』でルパンが死亡したと思った際には「ルパァ～ン、なぜ逝っちまったんだよ～！」と号泣し、埋葬しようとする次元と五ェ門に「またいつもみたいに、俺をだます作戦か何かなんだろ!?」と泣きすがったり、意気消沈した挙句に辞表を出そうとしていたが[注 29]、生きていたルパンが目の前に現れて去った後には「生きててよかった！ 本っ当によかったよ～!!」とうれし泣きしている。

一方で「ルパンが簡単に死ぬはずがない」と確信もしており、『ルパンVS複製人間』『アルカトラズコネクション』では、ルパンの遺体を目の前にしても死を信じなかったこともある（前者では死亡したのはマモーによって造られたクローンであり、その後に執念で“本物”のルパンを探し出した。後者では死んだふりだとあっさり見破るも、テリー・クラウンを欺くためにルパンが打った芝居に協力している）。
他のルパン一味の面々も銭形に親しみを持っており、次元は「（銭形は）憎めない奴なんだ」と評したり、五ェ門と不二子は「ルパンが銭形を殺した」というデマを鵜呑みにした際に「お主を見損なったぞ」「あなたとはもうこれっきりよ！」とルパンを罵り絶縁を切り出す等、ルパンと同じく銭形のことを憎からず思っている言動が見られ、彼の危機にはルパン共々損得勘定抜きで行動することが多い。
- 次元は銭形をからかったりすることが多く[注 31]、わざと目の前に現れて誘き出したり[ep 10]、茶化すような一言を投げかける[ep 11]こともあるが、ルパンが「銭形を助けよう」と主張した際には「人が良すぎる」と呆れ返ったり天邪鬼な態度を見せつつも賛同している[注 32][注 33]。『TV第2シリーズ』第152話「次元と帽子と拳銃と」では、圧倒的不利な状況にも拘らず「例え殺されると分かっていても勝負に臨む」と男の美学を貫く次元に銭形は「今日ほど感動したことがない」と甚く心打たれ、「いいか、ルパン。今回は次元の男らしさに免じて貴様を見逃してやる。頑張れよ、次元！陰ながら俺も応援しているからな!!」と熱く語り、呆気に取られるルパン達を尻目に「ゆけゆけ飛雄馬」（アニメ『巨人の星』の主題歌）を歌いながら去っていった。
- 五ェ門に対しては生真面目な性格を考慮して対応することが多く、斬鉄剣を盗まれ自殺騒動を起こしていた五ェ門を逮捕した際にはわざわざ日本食を用意してやったり[ep 12]、『ナポレオンの辞書を奪え』では仁侠映画を鑑賞していた五ェ門を敢えて捕らえたりせず、隣に座ってルパンの居所を尋ねている。TVスペシャル『ルパン暗殺指令』で五ェ門がキースに殺害されたと思い込んでいた際には「ワシがもっと早くルパン達を逮捕してさえいれば、五ェ門は死なずにすんだ筈です」と教会で懺悔しており、その後に一命を取り留めていた五ェ門と再会した時にはうれし泣きしている。
- 不二子のことは次元や五ェ門と同じく信用ならないと警戒しているが、ルパンの情報提供やルパン逮捕の協力をする代わりに見逃してやる条件でたびたび手を組んでおり[注 34]、『TV第2シリーズ』第110話では拷問を用いた取り調べをされる姿を見かねて助け出したり、第41話では不眠症になった彼女の夜遊びに付き合わされたり[注 35]もしている。また、「不二子がいれば、近くに必ずルパンもいる」「不二子をマークしていれば、必ずルパンに接触する」[注 36]とルパンを探す指標にしており、「峰不二子あるところ、ルパン三世ありだ！」と断言している[ep 13][注 37]。

初代ルパン役の山田康雄は「ルパン三世という作品のベースはルパンと銭形の関係だ」と考えており、「超一流の泥棒と超一流の警部が追いつ追われつつするうちに、相手の才能を認めあった上で芽生えた奇妙な友情、これなくしてルパン三世は成立しないのです」と語っている。これについて初代銭形役の納谷悟朗は、山田の没後に「すごく嬉しかったよ」と回想している。

### 実力
失敗が多いこともあり、上層部からはあまり良い評価をされておらず、『1$マネーウォーズ』で一度出した辞表を撤回しようとした際には「もういらない」「役立たず」とまで言われており、ICPOは銭形がいつまで経ってもルパンを逮捕できないことに業を煮やし、ルパン抹殺という強行手段に打って出たことも何度かある（だが、結局は失敗に終わっている）。挙句の果てに『グッバイ・パートナー』では「実はルパンと共謀している」というデマを流され、共謀罪の容疑で逮捕までされている。
しかしそれは「ルパン一味の実力が相対的に見て余りに高過ぎる」ためであって、PART5第23話で八咫烏五郎はルパン三世専任捜査官である銭形の立場を「絶対に売れない商品を押し付けられた営業マン（実現不可能な仕事をやらされている）」と例え、世間の銭形に対する評価は間違っていると抗弁している。つまり、銭形は決して無能という訳ではなく、むしろその腕は確かなものなのである。事実、『TV第1シリーズ』のOPナレーションではルパンから「警視庁の敏腕刑事」「俺の最も苦手なとっつぁんだ」と説明されており、『TV第1シリーズ』第4話｢脱獄のチャンスは一度｣ではルパンを完璧な罠にかけて逮捕し、『TV第2シリーズ』第37話「ジンギスカンの埋蔵金」ではジンギスカンに変装して立ち去ろうとしたルパンに対して「そっちはルパン用の特別製の扉」と別の扉へ誘導することでルパンを扉の中（実は護送車の中）に捕らえ、第57話｢コンピューターかルパンか｣では後述の生け捕り術や射撃を駆使して五ェ門、次元、ルパンを次々と圧倒的な強さで負かし、『炎の記憶〜TOKYO CRISIS〜』では作中の冒頭・中盤・結末の三度に亘ってルパンを罠に嵌めたりもしている。
もしルパン一味の面々が単独で勝負すれば、誰も銭形には敵わないとされ、「ルパンのことは何もかも知り尽くしているからな、殺す気で来るとなると手強い相手だぜ」（お互いに殺し合おうとは思っていない為、心底本気を出した状態ではない）と次元も述べており、前述の『TV第2シリーズ』第57話及び第97話｢ルパン一世の秘宝を探せ｣ではルパン、次元、五ェ門の3人に本気を出して1対1で対決し立て続けに勝利し、『PartIII』第37話｢父っつぁん大いに怒る｣でルパンに殺害された哀れな少女・アンの仇を討とうとした際には容易く五ェ門を退け、ルパンとの生死を賭けた決闘（ICPOにはルパン射殺許可を申請していた）で互角の攻防を繰り広げている。
時には事件の真の黒幕を逮捕したり、犯罪組織やテロ組織を壊滅するという功績が数多くあり、特に劇場版『カリオストロの城』ではカリオストロ公国によるゴート札（中世以来ヨーロッパの動乱に必ず関わり、世界経済に影響を与えている偽札）の製造を摘発する為に不二子と協力して衛星中継で全世界に公表する、『ワルサーP38』ではルパンから提供された情報を基に世界各国の首脳が密かに公認する暗殺組織タランチュラの本拠地に報道機関を多数引き連れて乗り込む等、「ICPOが及び腰になる程の巨悪の実態を白日の下に晒す」という偉業さえも成し遂げている。その実力を買われ、ルパン逮捕以外にも美術品や現金・金塊の輸送、要人警護の任務に就くこともあり、TVスペシャル『the Last Job』では後任の捜査官がルパンと全く勝負にならなかったこと等から一部のICPOの捜査官や上層部の幹部達からはルパンを追い続けてきた故の経験と実力を買われている描写があり、『くたばれ!ノストラダムス』ではICPO代表としてダグラスに招聘されている。
失敗ばかりが続いている印象があるが、実際には前述の例を含めルパン達を捕まえることに成功した事例も数多くあり、最終的に逃げられてしまうのはルパンを収監しても脱獄されてしまう拘置所の管理体制の不備のせいでもある。銭形自身はルパンを何度も捕まえていることに内心では自負があり、「ルパンを捕まえられるのは、私以外にいません！」（『ルパンVS複製人間』より）とたびたび豪語したり、『TV第2シリーズ』第72話では「ルパンを100回捕まえた」と自慢げに語っており（しかし、「100回捕まえて、100回逃げられた」と揶揄されている）、『TV第2シリーズ』第38話「ICPOの甘い罠」では自分に代わってルパン担当の捜査官に就任した不二子に「ルパンを捕まえさせたくない」という思いから、彼女の罠に嵌められたルパンを逃がすことに協力したり、確保されたルパンを強引に連れ出したりまでしている（ルパンから「警察をクビになっちまうぞ」と忠告までされている）。
ある意味ではルパンの実力や恐ろしさを最もよく知っているのが銭形であり、銭形がルパンに盗みの予告状を出された人物やルパンを収監する刑務所に対して対策（警備を厳重にするなど）を提案するも、大丈夫だと高をくくられて却下され最終的にはルパンに盗まれる・逃げられるという展開も非常に多い。また、銭形はほんの僅かな違和感でルパンの変装を瞬時に見破り「コイツはルパンだ！」と主張するが、周囲がそれを信じてくれないという描写も多々ある（ルパンも銭形にばれることを見越し、簡単には顔の変装が取れない対策を施していることもある）。ルパンの手口を熟知している為、PART5第20話で記憶喪失になり偶然出会った泥棒達に保護されていた際にはルパンの模倣犯「怪盗モニエタ（ロシア語で硬貨＝お金、銭の意）」として猛威を振るい、「俺の手口を盗んだ最高の泥棒」と最後はルパンからも腕を認められている。対するルパンも銭形の言動や仕草を熟知している為、頻繁に銭形の姿に変装し情報収集や潜入、逃走及び攪乱等に活用しているが、何故か銭形本人と鉢合わせしてしまうことが多く、『TV第2シリーズ』第10話「ファイルM123を盗め」では次元と五ェ門が変装した銭形も現れたことで4人の銭形が一堂に会するという珍事が起きている。
生け捕り術（銭形流逮捕術）
手錠を投げて相手を捕縛する「投げ手錠」を使った生け捕り術の達人で、次元や五ェ門をいとも簡単に木の枝に吊したり、投げた素振りすら見せず相手が気づかぬうちに手錠をかけたりするほどの腕前であり、TVスペシャル『ロシアより愛をこめて』では投げた手錠がブーメランのように手元に戻ってくるという離れ業まで見せている。手錠付き投げ縄も多用し、鉤縄のように使用してヘリや飛行機に引っ掛け乗り移る、相手の武器を奪ったり引き寄せたりするなどの独特の立ち回りを披露し、TVスペシャル『天使の策略 〜夢のカケラは殺しの香り〜』では格闘術と併用しテロリスト集団を圧倒していた。しかし、ルパンには手錠を掛けても即座に外されたり抜け出される場合が多く、躱された挙句に別人や自分自身に手錠をかけてしまったりもしている。また、『TV第2シリーズ』第97話「ルパン一世の秘宝を探せ」では、ルパン一世の秘宝を狙う米英ソ三国がルパン殺害のために殺しのエージェントを送り込んだことを知ってルパン達の身を案じ、アジトに乗り込んで対決を迫る形でそれとなく自らの生け捕り術を伝授している。
射撃
原作では「拳銃の腕は次元以上かもしれない」といった形の解説をなされており、時には次元と早撃ちで互角に渡り合ったり牽制したりすることもある。ルパンがヘリコプターで持ち去ろうとした巨大金庫を吊るす電磁アンカーのケーブルをかなり遠距離から狙い撃って切断する、脱獄犯の手から叩き落したニューナンブをとっさに拾い上げて犯人のナイフを狙い撃つなど凄腕であることが窺い知れ、曲芸のような体勢で射撃し、射撃場の全ての的の左胸部分に命中させるという離れ業まで行っている。TVスペシャル『天使の策略 〜夢のカケラは殺しの香り〜』においては、テロリスト集団との銃撃戦で共闘するルパンをして「腕は衰えてねえ」と言わしめており、「警視庁からの叩き上げだ」と銭形は返答している。
格闘術
素手の格闘にも長けており、スラム街で集団に襲われた際にたった1人で返り討ちにしたり、『カリオストロの城』でルパンと共闘した際には多数の衛士を相手に全く引けを取らず、劇場版『DEAD OR ALIVE』でもズフ国の屈強な警官達を相手に一方的な立ち回りを演じている。実写ドラマ版では柔道が特技という設定となっており、柔道場で稽古をしたり、犯人を背負い投げで一気呵成に投げ飛ばすシーンがある。しかし『TV第2シリーズ』第39話｢香港の夜空にダイヤは消えた｣で香港マフィアの舎弟たちに叩きのめされ海に投げ捨てられたり、第82話「とっつあん人質救出作戦」でテロリストにあっけなくやられてしまったりする場面などもある。
身体能力
常人離れした超人レベルの驚異的な体力や馬鹿力を発揮したり、ルパンに劣らぬ不死身ぶりを見せたのは枚挙に暇が無い。代表的な例として、TVスペシャル『ヘミングウェイ・ペーパーの謎』では離陸しようと加速するセスナ機に走って追いついた上に飛び乗り、TVスペシャル『ハリマオの財宝を追え!!』ではユーロトンネル崩落事故に巻き込まれ海中に投げ出されるもドーバー海峡を泳いでイギリスに上陸し、TVスペシャル『ルパン三世VS名探偵コナン』においては江戸川コナンに象でも30分は眠っているはずの麻酔を撃たれたにも関わらず僅か30秒（眠ってから起きるまでのシーンの長さが同一）で目を覚まし、「化け物かよ!?」とコナンを驚愕させた。さらにTVスペシャル『ワルサーP38』においては左胸を銃撃され、病院に担ぎ込まれ驚異的な生命力で持ちこたえるも遂に死亡が確認されたが、臨終の際に居合わせたICPO長官が発した「ルパン」の名を聞いた途端に飛び起き（直後に気絶したものの）、奇跡の復活を遂げている。またTVスペシャル『the Last Job』では序盤で死んだと思われたが中盤で埋葬された墓場から蘇生（神楽坂飛鳥によって仮死状態にされていた）し、墓参りに来ていた部下達を驚かせた。
操縦技術
自動車やオートバイ、船舶の他に航空機の操縦もでき、TVスペシャル『天使の策略 〜夢のカケラは殺しの香り〜』では米軍のF-15戦闘機（複座型）まで操縦しており（その際耐Gスーツなしという非常に危険な装備で操縦していた）、『ロシアより愛をこめて』でもAn-225の操縦をこなしている。また『カリオストロの城』では、オートジャイロの操縦を「やったことない」と言いつつも無難にこなし、被弾しながらも負傷したルパンの元に向かい、不二子と共にルパンの救出に成功している。
その他
変装の腕や演技力もかなりのもので、たびたびルパン達を欺いており、『TV第2シリーズ』第139話では「貴様を逮捕するためならば、なんだってやってやる」と女装までしてルパンを誘惑し捕らえている（ただし、この時のルパンは脳組織電送交換手術によって人格を老富豪スチールと入れ替えられていた）。
ルパン逮捕の装置やアイテムの考案・自作も手掛けており、『燃えよ斬鉄剣』では飛行船に巨大なUFOキャッチャーを取り付けた「ルパンキャッチャー」、『くたばれ!ノストラダムス』では「ルパン探知機」 や「ルパン一味を一度に逮捕できる手錠（4つの手錠を繋げただけ）」が登場している。
原作では交響曲を作曲・指揮しており（実際に作曲しているのかどうかは不明）、アニメでも『PartIII』においてカジノ船で開かれたコンサートの指揮者に扮し、同じ場で演奏者に変装していたルパンと次元に気付かれることなく演奏を完璧に終了させている。
包丁で手を切ってしまうなど料理は苦手なようである。しかしその後の話でルパンが脱獄しないように一人で見張りを行った際には、食事も自分で作ったものを渡しており、テントで寝泊まりしていながら鍋と石を積み上げた竈のみでクリームシチューやカレーライスなど、一通りの料理を作り上げる描写もあった。

### 行動
相手が警察官や民間人を問わず口癖のように「ワシ（または“俺”）はICPO（インターポール）の銭形だ！」と名乗り（海外でルパンの捜査を行う際は、ICPOの警察手帳や身分証明書を見せている）、こういった面からエリート風を吹かしていると反感を持たれることもある。また、本人は全く悪気はないが、普段はルパン逮捕のことしか頭になく、さらにルパン達が置かれている状況や事情、その場の雰囲気を一切考慮せずに乱入して捕まえようとすることも多く、そのことでルパンから文句を言われる（『ルパン三世VS名探偵コナン』では、ルパンからKY呼ばわりされている）と、「うるさい！ ワシはお前（ルパン）が逮捕できればいいんだ‼」とたびたび極論を言い放っている。
時には法を犯してまで行動に移す無茶をすることもしばしばあり、『TV第1シリーズ』第1話「ルパンは燃えているか…!?」では、ルパン逮捕に協力した不二子に彼女の逮捕状を引き渡し破棄させるという、実際の警察官にはあるまじき行為を見せている。特に『TV第2シリーズ』ではルパン逮捕のためとはいえ民間人に「公務執行妨害で逮捕するぞ！」などと脅して無理矢理ルパンの追跡に協力させる（『PartIII』では言葉が通じない現地の漁師に「追え！」と命令したりもしている）等の無茶な要求をしたり、ルパンが一切関与していない事件さえ「ルパンの仕業」と強引に言い掛かりをつけたり、果てはルパンたちの世間的評価を下げるために悪人やマフィアと手を組んで凶悪犯罪者に陥れたり冤罪を着させたりしている。TVスペシャルやゲーム等ではそこまで滅茶苦茶をする描写はないが、高速道路を逆走する（『炎の記憶～TOKYO CRISIS～』）などの無茶な行為が少なからず見られ、実写映画『ルパン三世』では「犯罪記録を抹消する代わりに、アジア裏社会を牛耳る大物・プラムックの検挙に協力する」という取引をルパンに提示している。
『TV第2シリーズ』第13話「サンフランシスコ大追跡」では昼夜を問わずルパンの幻影に悩まされるようになり（寝ていてもルパンが夢の中に現れるほど）、医者から「典型的なノイローゼ」と診断され、「今後一切、ルパンのことは忘れなさい」とまで言われてしまう。しかし、銭形の歯の中に隠されたマイクロフィルム（「石炭からダイヤモンドを作り出す方法」を記したもので、ルパンが狙っていたが先に不二子が盗み出し、「迂闊にルパンが手を出せない場所」として銭形の歯の中に埋め込んだ）を手に入れようとルパンが現れ、「ルパンが自ら目の前に現れるはずがない、これは幻影に違いない」と思い込んで必死に逃げ回り、「逃げる銭形を追うルパン」という普段とは逆の展開となる。その結果、執拗に追い回されたことがショック療法となったのかノイローゼから完治し、「ワシは今、改めて分かった。ワシの生きがいは… ルパン、お前をこの手でふん縛ることだ！」といつもの調子が戻っている。
『TV第2シリーズ』第44話「消えた特別装甲車」ではシドニー警察が開発した超硬金属製装甲車内に無断で潜入し、運搬する「眠れる獅子」の黄金像を装甲車ごと奪ったルパンを待ち構えていたが、完全密封された格納庫内に長時間いたことで酸欠状態に陥り、窒息死寸前になった銭形を救うためルパンと次元は追ってきたペンギン警部に装甲車を返還する（格納庫の扉は内部からは開けられない様になっており、ルパン達は外部から力ずくで開けようと試みるも全て失敗していた）。その後、移送が済んだ「眠れる獅子」をルパンが盗んだ際に、銭形はルパンを追うペンギン警部の車にわざと自分の車をぶつけて妨害する形で借りを返し、その律義な行いにルパン達は感心している。
『TV第2シリーズ』第66話「射殺命令!!」では、ICPO本部からの要請を受けてハワイで行われる国際犯罪会議に「ルパンの犯罪研究の第一人者」としてVIP待遇で参加して講演をし、その締めくくりに「もし、ルパンを射殺し、死体として逮捕するならば、それは『捜査という名を借りた殺人』に他ならないでありましょう!!」とルパンの生け捕りにこだわる自らの信念を熱く語っているが、その裏でICPOがビューティ警部に「ルパン射殺命令」を出したことを知り、ルパンの身を案じ助けを求めて来た不二子と共に泡を食って帰国し駆けつける。次元がとっさに放った接着弾がなければ、ビューティが放ったダムダム弾によって「ルパンが射殺される=上記の発言が、あわや現実のものになる」というシャレにならない事態となり、この｢身内（ICPO）による暴挙」及び「警察が使用することを禁じられているダムダム弾を躊躇無く使用した」というビューティの非道かつ残忍な行動に怒りを通り越して呆れ果て、その後ルパンを仕留めそこなったことに気づいたビューティに対し、「俺は貴様のような殺し屋に協力しろという要請は受けておらん」「今度は貴様がルパン達に狙われる番だ！」と、彼の悪行が招いた報いと突き放して協力を断り、それとなくルパン達の行った報復に目を瞑っている。
『TV第2シリーズ』第82話「とっつあん人質救出作戦」ではテロリストの人質に取られてしまい、ICPOが拒否した収監中のテロリストの首領・ナポレオン11世との人質交換をルパン達が代わりに行った後に、彼等が乗ったヘリコプターが墜落して爆発する様を目撃すると「惜しい男を死なせてしまった…」と呟き、「ルパン… 立場は違っていても、ワシはお前が好きだったんだ～！」と言って泣き崩れた（この時、ナポレオン11世に変装して銭形の傍にいたルパンは「俺も好きよ」と心の中で発言している）が、ヘリコプターの墜落と爆発は次元たちの行った偽装であり、残骸から死体が見つからなかったことを知ると安堵し「よかったぁ～」と喜んでいる。この回でルパンは「扉のない金庫から盗んでも、ちっとも面白かねえんだ。とっつぁんに追われてないと、一味違うんだよなぁ」と述べて銭形を助けるために立ち上がり、五ェ門と次元もそれに賛同している（不二子は不参加を表明した）。
『TV第2シリーズ』第98話「父っつあんのいない日」では、トリュフォー警視の策動によって暗殺される（トリュフォーの部下で銭形の射撃の先生であり好敵手でもあった男に狙撃され、ルパンを誘き出すことに利用された）が、実は撃ち込まれたのは麻酔弾であり、死亡したと誤解されたまま葬儀が執り行われ火葬炉に入れられた際にルパン達によって盗み出される（結果的に救出される形になった）。意識を取り戻してからはルパン達と協力して口封じに部下を射殺したトリュフォーを逮捕し、その後ルパン達は逃亡するが銭形は自分のために動いてくれた彼等を見逃してやり、感謝の念を込めて敬礼するという場面で終幕する。この回でルパンは「とっつぁんの葬式は俺が出す」と意気込み、トリュフォーの罠が待ち受けているのも承知で「とっつぁんと一緒にお手々繋いで天国に行くのも乙なもんだぜ」と言いつつ銭形の遺体強奪作戦を繰り広げ、事件解決後は｢年中ドジで出世はまあまあだが、とっつぁんはICPOの鑑｣と銭形を褒め称える発言をしている。

## プロフィール
原作では身長・体重・生年月日は設定されていない。
- 身長：181cm
- 体重：73kg[5]
- 生年月日：1938年12月25日[注 80]

第二次世界大戦の日米戦死者への黙祷を捧げる際には「弱いんだよな…戦中派の俺としちゃ、こういうの」という台詞を発しているほか、『カリオストロの城』や『TV第2シリーズ』第145話、『PARTIII』第16話、『THE FIRST』ではルパンは銭形のことを「昭和一桁」と言っているが、「古臭い」という意味の冗談とも取れる。
- 所属 : 警視庁刑事部国際捜査課

実写ドラマ『銭形警部』での設定。過去に警視庁刑事部に実際に設置されていた課であるが現在は存在しない。作中では銭形以外の課員は登場しておらず、閑職らしき描写がされている。原作やアニメシリーズ等では警視庁での具体的な所属部署は不明（後述）。
- 所属（出向先）: 国際刑事警察機構（International Criminal Police Organization：通称ICPOまたはインターポール）総務局国際協力部第一課[ep 25]、または Japan Office（日本支局）[ep 26][注 82]

- 階級 : 警部
- 特技 : 生け捕り術、投げ手錠、射撃
- 住所：埼玉県朝霞市・都内のアパート[注 83]・岐阜県高山市の山寺等
- 資格：柔道五段、警視庁背負い投げ技

## 設定
銭形の設定については、原作とアニメで差異があるほか、アニメでも作品ごとに差異や矛盾が生じている。

### 警察官経歴・権限及び待遇
原作及びアニメシリーズでは警視庁での所属部署は不明。パイロットフィルム版では警視庁刑事部捜査一課、実写ドラマ『銭形警部』では警視庁刑事部国際捜査課所属と設定され、『LUPIN the Third』シリーズでは『峰不二子という女』ではSPECIAL POLICE（詳細不明）、『血煙の石川五ェ門』では警視庁公安部所属となっている。現在は警視庁所属だが埼玉県警察本部（当初の地元）に出向歴があり、TVスペシャル『バイバイ・リバティー・危機一発!』では、警察官としての始まりは埼玉県警西大滝町派出所勤務からだったとされている。
『TV第1シリーズ』最終回でルパンの国外逃亡を許してしまった責任を問われ警視庁から長野県警高畑村駐在所勤務に左遷された事があるが、この“駐在所への左遷”は「信州の山の中の駐在所へ飛ばされたという話を聞いた」とルパンが語った伝聞情報であり、再会した銭形当人はこの件について詳しく言及しておらず、後に「派出所勤務ならまだしも、俺はまだ駐在所には勤務したことはない」とも語っている。また、現実には警視庁と各県警をまたいだ人事は、一般的には警察庁採用者（キャリア、あるいは準キャリア）のみであるため、「現場ポストにしがみ付いているため階級も警部止まり」という描写とは矛盾するが、これについては「上司の不正を告発したため出世の道が断たれた」とも語っている。
危うくクビになりかけたのをルパンに助けられたことも何度かあり、『PartIII』第2話「大いなる罠を暴け」では6トンに及ぶ金塊を使用したルパン逮捕作戦失敗の責から解雇処分をされるも、その裏でICPOのアラン長官が不二子と組み金塊の横領を行っていた事実をルパンからの忠告と助力によって暴き逮捕して復職を遂げ、TVスペシャル『ルパン暗殺指令』では「ルパン三世の専従捜査」から解任され自棄になっていた銭形を復帰させるために、新たに命じられた「武器密売組織ショットシェルの壊滅」の任務にルパン一味が（主目的であるショットシェルの現金強奪ついでとして）総出で協力し、銭形はルパンの友情に感激している。その後、ショットシェルが壊滅し、ルパン専従捜査に復帰してからはいつもの如くルパン達を逮捕しようとするが、直後にぎっくり腰になり逃げられてしまった。
ICPOから世界各国へは銭形のルパン逮捕に全面協力を求める要請がなされており、「ルパンの捜査に関しては全権を委任されている」という自身の発言や、「世界中どの国でも（ルパン三世の逮捕に限り）捜査権を認められている」という目暮警部の言及がある等、ルパンに関しては国際法規的に特別な権限を持っている。「ルパンが相手なら天下御免で出動できる」と不二子も言及しており（『カリオストロの城』より）、実際に各国の利害関係がからむ現場に「ルパンが現れた」という名目で埼玉県警の機動隊を率いて踏み込み、国家の軍隊的組織（カリオストロ公国の衛士隊）と対峙した事すらある。その一方で、銭形はICPOの権限に関して勘違いしている節もあり（ただし、作中のICPOの描写そのものが現実とは異なっている）、ルパンが関わっているとはいえVIPの数多くいる会場に無断で乗り込もうとして警備員につまみ出されたりする事なども多くある。
給料の額は18万285円だったり、33万8363円だったりと、作品によってかなり異なり、『ナポレオンの辞書を奪え』で一時的に月給100万円、経費使い放題という待遇になったこともある。また、銭形自身の発言によれば、ルパンを追っている限りは残業手当がつく模様であり、ボーナスも出ている。ルパンを追って現地へ向かう際にファーストクラスに乗ったり、聞き込みで訪れた飲み屋で飲食するなどしばしば経費を無駄遣いする為、上層部や経理部からは不評を受けて経費をストップされることもあり、リストラ時期には出張経費までカットされ、外食はせずカップ麺だけで乗り切ることもあった。

### 年齢・学歴
年齢はルパンより年上。原作では東西京北大学法学部に籍を置き、ルパンとは同じ大学の先輩と後輩であり（銭形が大学4年の時にルパンが入学してきた）、不二子はルパンと同じ学部にいたという設定の話もある。これを踏まえてか、実写版ではそれほど年配という訳ではない配役がなされたりもしている。

### 語学
世界中でルパンを追いかけ、どの国でも苦労なく話している一方、『TV第2シリーズ』第66話「射殺命令！」ではハワイで英語がうまく通じなかったり、第108話「哀しみの斬鉄剣」ではtravelingという単語の意味が分からなかったりしている。

### 相棒・助手
原作コミックの第1話には銭形の協力者として小柄な老爺の名探偵・明智小五郎が登場しており、原作者には老獪な謎解き担当・明智と若きやり手の行動派・銭形のコンビでルパンと対決させようという意図が当初はあったのではないかと言われている（第2話以降、明智は登場していない）。アニメシリーズではパイロットフィルム版とPART6第5・6話に明智は登場し、前者は終盤でルパンの変装だったことが明かされており、後者は仮想現実内で銭形にそっくりな浪越警部の協力者（原作やパイロットフィルム版とは違い、美青年の姿になっている）として活躍している。
アニメ等では基本的に相棒や協力者はその回限りの登場ということが多いが、『峰不二子という女』のオスカー警部補、『警部銭形』の一里塚正樹、『銭形警部』の桜庭夏希と国木田晋太郎はシリーズを通して銭形の相棒として活躍し、PART5で初登場した八咫烏五郎は『プリズン・オブ・ザ・パスト』やPART6にも続投している。
上司や部下、相棒に恵まれないジンクスのようなものがあり、TVスペシャルでは『トワイライト☆ジェミニの秘密』のジャン・ピエール、『アルカトラズコネクション』のテリー・クラウン、『盗まれたルパン 〜コピーキャットは真夏の蝶〜』のブライアン・マーフィー、『天使の策略 〜夢のカケラは殺しの香り〜』のエミリー・オブライエンなど身内が黒幕だったという展開が多く、銭形を主人公としたスピンオフ漫画『警部銭形』では自らに刑事の基礎を教えた元上司・菊田孝之を逮捕している。逆に警察関係の味方が信頼できた例は『トワイライト☆ジェミニの秘密』のブルトカリー巡査、『ワルサーP38』のビッキー・フラナガン、『炎の記憶〜TOKYO CRISIS〜』の警視総監、『EPISODE:0 ファーストコンタクト』のジョージ・マックフライ、『the Last Job』の神楽坂飛鳥などがおり、『TV第2シリーズ』第3話や『天使の策略 ～夢のカケラは殺しの香り～』、『the Last Job』、『血の刻印〜永遠のMermaid』では部下らしき刑事も登場している。
TVスペシャル『ルパン三世VS名探偵コナン』では行方不明になったミラ王女の身代わりにされた毛利蘭を追う毛利小五郎を目暮警部からの紹介（この際に目暮は銭形を「友人」と言及している）で助手としてヴェスパニア王国へと同行させ、『ルパン三世VS名探偵コナン THE MOVIE』では特例として佐藤刑事と高木刑事を借りてルパンの捜査に当たり（ただし、高木刑事は着任早々にルパンに入れ替わられる失態を犯し、途中で白鳥警部と交代した）、エピローグでは服部平次と大滝警部を伴って大阪大美術館に侵入したルパンの前に現れている。

### 外見
ルパンファミリーの中では、次元の次に作画変化が見られないキャラクターである。帽子の下の髪形は短髪もしくは角刈りとなっているが、『風魔一族の陰謀』では剃髪したためにスキンヘッドになっている。

## 原作とアニメの相違点
原作とアニメで特に設定の異なるキャラクターであり、原作者のモンキー・パンチがアニメに対してもっとも不満を漏らしている部分である。
モンキーは銭形について「かなり頭のキレる警部として描いたつもり」と記しており、アニメでの狂言回しのような銭形に不満をにじませていた。実際原作での銭形は冷徹な性格で、口調等もクールで物静かであり、大抵の表情も口を真一文字に結んでいて、おちゃらけた表情も見せることはあるものの、取り乱したりしている場面なども含めてその頻度は少ない。「銭形流逮捕術の第一人者」であり、さらに「よく知られているルパンの顔や声は実は作られたもので、本当の素顔は（本人を除いて）誰も知らない」という、次元たちですら知らない事実を突き止めていること等から凄腕であることがうかがえ、ルパンの巧妙な仕掛けもあっさり見破ってしまうことが多く、故に非常に厄介な相手だとルパン達に認識されており、「まずは如何に銭形を出し抜くか」「銭形が来る前に、どうやって仕事を終わらせるか」にストーリーの主眼が置かれている。ルパンについては、「好敵手」と認めつつ「苦しませて処刑させる」のを目的としており、「八つ裂きにしても飽きたらないほど憎んでいる」と憎悪をも露にし、逮捕のためなら卑怯な手段も厭わないことから「俺たち悪党を相手にしてるとは言え、手口が汚い」とたびたびルパンに罵られている。
モンキーは劇場版『カリオストロの城』で描写された鋭い敏腕警部としての銭形の姿を「（監督の）宮崎駿さんの解釈がもっとも正しい」と語り、また自身が監督した劇場版『DEAD OR ALIVE』が公開される前にインタビューにて「銭形は、本当は天才なんです」と発言している。もっとも、原作でもルパンにあっさりと落とし穴にはめられるなどのドジな面もあり、またズボンが黒焦げになって下半身丸出しになったり（しかもルパンの忠告を聞かず発砲した結果）などと、酷い目にも遭っていて、軽率さ・間抜けな表情・コミカルな仕草も時折見せてはいる。
この設定の相違は、登場人物が次元を始めクールなキャラばかりなことに懸念を抱いた納谷悟朗が、差別化するため、また納谷自身が舞台では喜劇メインの役者だったこともあり、ディレクターに「銭形を原作より少し崩して描いてはどうか」と提案したことが発端となっている。このことについて納谷は1978年の対談では「人間味があっていい」と発言していた他、後年には「あんな三枚目になるとは思わなかったですけどね」と回想している。
但し、納谷が担当した期間中でも銭形が切れ者として活躍するエピソードは何度か描かれており、声優が山寺宏一に交代して以降は、コミカルな描写を残しつつも比較的原作に近い存在として扱われている。TVスペシャル『東方見聞録』では当初から犯人の1人を見抜き盗聴器を仕掛け、敵の襲撃を一蹴する等、ヒロインの窮地を救うなどの活躍がある。PART4では、対ルパンで裏の裏をかいて逆にルパンを出し抜いたり、些細な行為で不二子の変装を見破ったり、遺体の位置と弾の種類だけで次元の行動をほぼ正確に推理したりするなど、優秀で頭の切れる描写がかなり顕著になっており、『警部銭形』や実写ドラマ『銭形警部』では徹底的な現場検証及び地道な聞き込みを通して集めた物証や証言、些細な矛盾に着眼することによってルパン一味の犯行に見せかけた事件の真相を見事に暴いている。

## 女性関係・家族・住居
原作では家族については触れられておらず、銭形の既婚・未婚・家族構成、及び日本での住居の設定は作品によってその都度異なっている。
父親については描かれたことはないが、『PartIII』第2話では「国へ帰ったら、おふくろさんがなんて言うかなあ…」と母親のことに少しだけ触れている。
『TV第2シリーズ』では独身として演出されており（第100話で妻子の有無について「いない」「まだ」と発言している）、第69話では美しき未亡人ローラとのロマンスが描かれ、第85話では銭形との結婚を夢見る上司・ジャスミン局長から熱烈なアプローチを受け、銭形がプロポーズするまでに至っている。
第69話「とっつあんの惚れた女」では、ニューヨークマフィアに狙われる大富豪の未亡人・ローラを助けるためにルパンに土下座までして協力を頼み、ローラに献身的に尽くし互いに想い合う仲になるが、彼女は非情な追手の放った凶弾に倒れて息を引き取り、銭形は亡骸を抱え号泣する。その後ルパン達によってローラの敵討ちが為されたことを見届け、傷心した姿をルパンに慰められるが「いいかルパン、今日のところは見逃してやる。しかし、明日からそうはいかん！分かったか？分かったら、さっさと帰って首を洗って待ってろ!!」と言い放ちルパン達と別れた。
第85話「ICPO㊙指令」では銭形に思いを寄せるICPOの捜査局長・ジャスミン発案の作戦を行い、二人で変装して薄幸のカップルを演じてルパン達を罠に陥れて捕らえることに成功。その後ジャスミンから思いの丈を打ち明けられ、「自分はルパンがいる限り、結婚は絶対的に出来ない」と銭形は躊躇するが、「いくらルパンでも、あの特別製の牢獄からは出られない」と説得され遂に「結婚していただきたいのであります！」とプロポーズをする。しかし、その直後にルパン達が目の前に現れ、婚期を逃したショックでジャスミンが失神し、「おのれルパン、人の恋路を邪魔しおって！ワシは貴様を許さんぞ!!」と銭形は怒り、いつもの様にルパン達を追いかける場面で終幕している。
また『PartIII』第44話でも「温かい家庭も優しい妻も、かわいい子供も、俺には作ることが許されないのだ。妻が欲しい〜子供が欲しい〜」と号泣しており、独身である描写がされている。
劇場版『ルパンVS複製人間』では警視総監の発言から「としこ（表記不明）」という娘がいるという設定になっており、『風魔一族の陰謀』のオープニングでは妻（純和風の女性）と子供3人（しっかりした感じの小学生くらいの娘、その弟で銭形を子供化したようなわんぱくな少年、さらに物心ついたばかりぐらいの幼い男の子）が登場し、その中の女の子が「としこ」とされている。この時住んでいた飛騨の山寺に家族を預けたまま、銭形は現在も活動していることになっており、生活費は彼の給料からの仕送りと、風魔との戦いで知り合った墨縄家（五ェ門の婚約者・紫の実家）にも後見を頼んでいるとも言われている。
独身という設定になっているTVスペシャルシリーズでも『バイバイ・リバティー・危機一発!』 ではルパンに同行していたマイケルを身代金目的で誘拐されたと思いこんで保護しニューヨークまで送ってやったり、『ハリマオの財宝を追え!!』ではルパンと共に逮捕したダイアナにカップ麺をご馳走したり、『天使の策略 〜夢のカケラは殺しの香り〜』ではドジばかりするエミリー（銭形をだますための演技であったが）に手を焼きながらも娘のように思うなど面倒見が良い一面を見せ、『炎の記憶〜TOKYO CRISIS〜』の終盤でまりやに「お父さんみたい」と評された（亡くなった父親の面影を銭形に重ね慕っていたことから発せられた言葉だったが、このとき銭形はガッカリした様子を見せている）。『PART5』でもルパンに託される形でアミを保護しており、その後も彼女とは連絡を取り合っているらしく学校での様子を聞こうと担任の教師に挨拶しようとしたり（その際、八咫烏から「親ですか」と苦笑されている）、最終回では彼女の父であるエンゾもアパートを貸す形で保護をした。
『血の刻印 〜永遠のMermaid〜』では、母国である日本に帰国していても、多忙故なのかカプセルホテルで寝泊りしている姿が描かれている。TVスペシャル『炎の記憶〜TOKYO CRISIS〜』では、東京の古アパートに1人暮らし（大家の女性からは「こうちゃん」と呼ばれており、結構古い付き合いだと思われる。なお、このアパートは物語中盤で本作の黒幕によって放火され焼失した）だったが、スタッフは単身赴任とも独身とも視聴者個々の解釈に任せたとのことで、『ルパンVS複製人間』と『風魔一族の陰謀』における銭形の家族も公式設定ではあるが、本編で（必要性が無い限り）は触れられておらず、現行ではほぼ「抹消された設定」に近い形になっている。但しこれは銭形に限った話ではなく、上記のように『ルパン三世』シリーズにおいては、こうした一定しない設定、作品毎に異なる設定、明確にされずに曖昧なままの設定は数多く存在する。
PlayStation 2用ゲーム『ルパンには死を、銭形には恋を』では、護衛対象である銀麗とのロマンスが描かれており、ここでも独身であると話している。また漫画版『ルパン三世Y』や『ルパン三世M』でも女性とのロマンスが描かれており、作中でルパンが「もし銭形が結婚したら幸せボケで仕事がやりやすくなる」という発言をする等、こちらも独身という設定である。
『ルパン三世officialマガジン』2013年春号の巻頭特集として銭形の特集が組まれた際には、独身設定をもとに銭形のプロフィールが紹介されており、「相思相愛になった女性が二人いた」として、ローラとジャスミン局長について記述されている。

## 由来・本名
アニメでは野村胡堂「銭形平次捕物控」の主人公・銭形平次がモチーフになっているような描写をされることが多い（モンキー・パンチはゼニガタアザラシに由来していると説明することもあれば、銭形平次を由来に挙げるケースもある）。風貌はアメリカン・コミックスのキャラクター、ディック・トレイシーがモデルとなっている。
下の名前については、原作では作者自身「平一」とつけたかったはずなのだが、誤植のために「幸一（原作第8話）」となってしまい、その後この名前を使用する機会がなかった。さらに、作者が下の名を既に付けていたことを忘れ、第64話では「平太郎」と新たに付けてしまった。アニメ版では「平次（劇場版『ルパンVS複製人間』）」まで登場したが、ほぼ同時期に製作・放映されていた『TV第2シリーズ』第92話では「銭形幸一」と記された名刺を出しており、第98話では「ICPO 銭形幸一警部」とテロップされていた。
現在のアニメでは公式に「幸一」が正式名称とされ、1998年のTVスペシャル『炎の記憶〜TOKYO CRISIS〜』では、アパートの郵便受けに「銭形幸一」と書かれていたり、キャッシュカードに「コウイチ ゼニガタ」と名前が記入されていたシーンがあり、大家からも「幸（こう）ちゃん」と呼ばれている。2000年のTVスペシャル『1$マネーウォーズ』では、辞表を五ェ門に見せるシーンで「銭形幸一」と、フルネームが書かれていることが確認できる。また2005年のTVスペシャル『天使の策略 〜夢のカケラは殺しの香り〜』では銭形自ら「銭形幸一」と名乗るシーンが加えられた。また、PlayStation 2用ゲーム『魔術王の遺産』、2004年にリリースされたパチスロ機『主役は銭形』のPRパンフレットにも「幸一」と記述されている。PlayStation 2用ゲーム『ルパンには死を、銭形には恋を』でも、愛称を「幸（こう）ちゃん」としている。実写テレビドラマ『銭形警部』でも本名は「幸一」となっている。

## 所持品・所有物等
バーバリー製トレンチコートを着用してソフト帽を被り、コートの下はスーツネクタイ姿。この服装を『炎の記憶〜TOKYO CRISIS〜』で「ワシのトレードマーク」と言及しており、基本的にいつも同じ服装だが、南国や寒冷地では装いを変えたりもしている。コートの色は橙色や黄土色、ベージュが多く、スーツは茶色が主だが他に濃い青緑色やダークグレーなどがある。
愛用の銃はコルト・ガバメント（M1911を改良し1927年から登場したA1タイプ）。この銃は第二次世界大戦後、GHQが日本の警察官の銃器所持を許可した際にアメリカ合衆国が提供したが、「.45ACP弾」という反動が強めの弾薬を使用するため、当時の平均身長が160cm代だった日本人警察官には扱い兼ねるという事で余り普及しなかったものであり、かなり大柄な体格（当時としては）の銭形だからこそ扱えた代物と言え、それをツーハンド・ホールドではなく片手で撃つ腕力と握力（特技でもある）を誇る。
得意の生け捕り術に使用する手錠は現行のアルミ合金製黒手錠ではなく、旧来からのニッケル鍍金の鋼鉄製を使用。『TV第2シリーズ』第26話では、大小様々なサイズの手錠をコートの下に多数隠し持っている描写がある。
先祖代々伝わる十手を大事な宝物としており、常に所持している。劇場版『カリオストロの城』では、この十手を使って、サーベルを持つ衛士隊と互角に渡りあい、一歩も引かない場面を見せた。TVスペシャル『炎の記憶〜TOKYO CRISIS〜』でも使用し、遺伝子改造を受け身体能力が大幅に強化された相手にも互角に戦った。
携帯電話についてはTVスペシャル『炎の記憶〜TOKYO CRISIS〜』で「嫌いだ」と言ってはいるものの一応は所持しており、同作以降の作品でたまに使用し、TVスペシャル『天使の策略～夢のカケラは殺しの香り～』では着メロを自身のテーマ曲である「銭形マーチ」にしていた。TVスペシャル『霧のエリューシヴ』では、過去の世界にタイムスリップしているせいで圏外となり、使用できなかった。『ルパン三世VS名探偵コナン THE MOVIE』ではルパンから偶に携帯にメールが送られてくる（銭形の方からは返信ができない）ことが語られている。
愛煙しているたばこは「しんせい」「ハイライト」。
拡声器を使用して相手に呼びかけるシーンも多く、特にパトカーに乗ってルパンを追っている際などに使用している。

### 使用車両
『TV第2シリーズ』開始当初は左ハンドルのジープが愛車として設定され、公私に乗り回していた。
劇場版『カリオストロの城』などに登場する2代目 410型系 ダットサン・ブルーバードは「銭形警部の愛車」として広く知られており、「銭ブル」の愛称で呼ばれる。
作品に登場する日本パトカー仕様車は『カリオストロの城』では「埼玉県警・ICPO」、『風魔一族の陰謀』では「岐阜県警」、「死の翼アルバトロス」は「ICPO」としてそれぞれ車体に表記されている。ただし、日本パトカー仕様であるものの『プリズン・オブ・ザ・パスト』、『PART6』は特に車体表記がされていない。

#### 登場作品
- TV第1シリーズ第11話「7番目の橋が落ちるとき」（1972年）
  - 車体表記 : 無表記（なお、第11話を含めた第1シリーズ前期において、日本の白黒パトカーの黒の部分は、何故か青で表現されていた）
- 劇場版『カリオストロの城』 （1979年）
  - 車体表記 : 埼玉県警・ICPO（作品舞台はカリオストロ公国）
- TV第2シリーズ第145話「死の翼アルバトロス」（1980年）
  - 車体表記 : ICPO
- TV第2シリーズ第155話（最終話）「さらば愛しきルパンよ」（1980年）
  - 車体表記 : 不明（作品舞台は東京）
- TV第3シリーズ第21話「さらば黄金伝説」（1984年）
  - 車体表記 : ICPO（作品舞台は一部日本）
- 『風魔一族の陰謀』（1987年）
  - 車体表記 : 岐阜県警（作品舞台は岐阜）
- 『ルパン三世VS名探偵コナン THE MOVIE』（2013年）
  - パトカーとしてではなく自家用車としての描写
- 『プリズン・オブ・ザ・パスト（以下、プリズン）』（2019年）
  - 車体表記 : 無表記
- 劇場版『THE FIRST』（2019年）
  - 埼玉県警（作品舞台は外国）
- 『TV第6シリーズ』第1話・第2話（2021年）
  - 車体表記 : 無表記

## 配役

### メイン
初代
- 納谷悟朗
  - TVシリーズ（第1シリーズ、第2シリーズ、第3シリーズ）
  - TVスペシャルシリーズ（第1作『ルパン三世 バイバイ・リバティー・危機一発!』 - 第21作『ルパン三世 the Last Job』）
  - 劇場版シリーズ（第1作『ルパン三世 ルパンVS複製人間』 - 第6作『ルパン三世 DEAD OR ALIVE』、第4作『ルパン三世 風魔一族の陰謀』を除く）
  - OVAシリーズ（第2作『ルパン三世 生きていた魔術師』、第3作『ルパン三世 GREEN vs RED』）

二代目
- 山寺宏一
  - TVシリーズ（『LUPIN the Third -峰不二子という女-』、第4シリーズ、第5シリーズ、第6シリーズ）
  - TVスペシャルシリーズ（第22作『ルパン三世 血の刻印 〜永遠のMermaid〜』 - ）
  - 劇場版
    - シリーズ（第9作『LUPIN THE IIIRD 峰不二子の嘘』を除く）
    - 番外編『ルパン三世VS名探偵コナン THE MOVIE』

  - CM『サントリー生ビール』（「追いかけて生きる人」篇）

### その他の声優
- 近石真介
  - パイロットフィルム（シネマスコープ版）
- 大塚周夫
  - パイロットフィルム（TV版）
- 加藤精三
  - OVA、劇場版シリーズ（第1作、第4作『ルパン三世 風魔一族の陰謀』）
- 岸野幸正
  - 『ルパン三世 D2 MANGA』
- FROGMAN
  - 『ルパンしゃんしぇい』

### 俳優
- 伊東四朗
  - 実写映画『ルパン三世 念力珍作戦』
- エド山口
  - ミュージカル『ルパン三世 I'm LUPIN』
- 浅野忠信
  - 実写映画『ルパン三世』
- 夢乃聖夏
  - ミュージカル『ルパン三世 -王妃の首飾りを追え!-』
- 鈴木亮平
  - テレビドラマ『銭形警部』[1]
- 市川中車
  - 新作歌舞伎『流白浪燦星』(ルパン三世)

### 英語吹替版
- ジャック・グライムス
  - 全日空機内上映版 - 『ルパン三世 ルパンVS複製人間』
- ダン・マーティン
  - パイオニア版 - 『TV第2シリーズ』、『ルパン三世 ルパンVS複製人間』、『ルパン三世 カリオストロの城』、『ルパン三世 魔術王の遺産』
- デヴィッド・ポーバル
  - ストリームライン・ピクチャーズ版 - 『ルパン三世 ルパンVS複製人間』、『ルパン三世 カリオストロの城』、『TV第2シリーズ』
- ダグレイ・グラント
  - マンガ・エンターテイメント版 - 『ルパン三世 カリオストロの城』
- ショーン・バレット
  - マンガ・エンターテイメントUK版 - 『ルパン三世 ルパンVS複製人間』、『ルパン三世 バイバイ・リバティー・危機一発!』
- マーク・マトニー
  - アニメイゴ版 - 『ルパン三世 風魔一族の陰謀』
- フィリップ・ウィルバーン
  - ファニメーション版 - 『ルパン三世 くたばれ!ノストラダムス』、『ルパン三世 DEAD OR ALIVE』、『ルパン三世 ルパン暗殺指令』 - 『ルパン三世 1$マネーウォーズ』
- リチャード・エプカー
  - ファニメーション版 - 『LUPIN the Third -峰不二子という女-』